# Seray Kaya
Seray Kaya (Estambul, 4 de febrero de 1991) es una actriz turca. Es conocida por interpretar a Sirin en la serie de televisión Mujer y a Lena Hatun en Kuruluş: Osman.

## Primeros años
Seray Kaya nació el 4 de febrero de 1991 en Estambul, Turquía. Durante sus años de escuela secundaria continuó su educación como maquilladora y luego se inscribió en el Centro Cultural Sadri Alışık, donde estudió actuación.

## Carrera profesional

### Sus inicios
Seray Kaya comenzó su carrera como actriz en 2012 donde apareció en la serie Huzur Sokağı e interpretó al personaje de Rezzan y en 2014, apareció en la serie Kocamın Ailesi e interpretó al personaje de Miray. En 2016, tuvo un papel principal en la serie Gülümse Yeter y representó al personaje de Gül, protagonizada por Erdal Özyağcılar, Aslı Bekiroğlu, Evrim Doğan y otros.

### 2017-2020Mujer
En 2017, tuvo un papel principal en la serie Mujer y representó al personaje de Şirin Sarıkadı. La serie tuvo una muy buena acogida en Turquía y también a nivel internacional. Sin embargo, debido a que la actriz interpretaba a la antagonista de la serie recibió mucha abominación y afrenta en redes sociales, tal y como ha contado ella misma. No obstante, lejos de afectarle ha hecho hincapié en que se alegró porque era señal de que estaba haciendo bien su trabajo.
En 2019, debutó en el cine en la película Türkler Geliyor: Adaletin Kılıcı y representó al personaje de María.

### 2020-presente
En 2020, se unió al reparto de la superproducción de ficción histórica turca Kuruluş: Osman e interpretó al personaje de Lena Hatun. La actriz se mostraba muy entusiasmada en formar parte en el proyecto para el que tuvo que tomar clases de equitación, esgrima y lucha cuerpo a cuerpo. Además, afirmó que las escenas de acción, aunque se vean muy fáciles desde el exterior, son muy complicadas de llevar a cabo.
En 2021, Kaya protagonizó la serie Mahkum, una adaptación de la serie surcoreana Innocent Defendant donde interpretó al personaje de Cemre. En 2022, aún con la serie en emisión, la actriz se separó del reparto.

## Vida personal
El 3 de febrero de 2019, Seray Kaya anunciaba a través de Instagram el fallecimiento de su padre, Hasan Kaya, debido a un ataque del corazón. Un año después, el 4 de febrero de 2020, la actriz lanzó una canción llamada Baba (padre en turco) en homenaje a su fallecimiento. En junio de 2020, murió la abuela materna de Kaya.
En junio de 2021, en respuesta a un caso de violencia sexual que involucró a dos víctimas de 7 y 10 años de Elmalı, Antalya, Kaya confesó que el padre de su amiga había abusado sexualmente de ella cuando era niña y pidió justicia para las víctimas.

## Filmografía
| Cine       | Cine                             | Cine           |
| Año        | Título                           | Personaje      |
| ---------- | -------------------------------- | -------------- |
| 2019       | Türkler Geliyor: Adaletin Kılıcı | Maria          |
| Televisión |                                  |                |
| 2012       | Huzur Sokağı                     | Rezzan         |
| 2014       | Kocamın Ailesi                   | Miray          |
| 2016       | Gülüsme Yeter                    | Gül            |
| 2017–2020  | Fuerza de mujer                  | Şirin Sarıkadı |
| 2020–2021  | Kuruluş: Osman                   | Lena Hatun     |
| 2021–2022  | Mahkum                           | Cemre Uysal    |
| 2022       | Bir Küçük Gün Işığı              | Elif           |